# گولدستار
گولدستار (عبری: גולדסטאר‎) شرکت صنایع غذایی اسرائیلی است، که در سال ۱۹۵۰ تأسیس شد.